# Marcin Poprawa
Marcin Poprawa (ur. 11 listopada 1888 w Dłoni w powiecie Rawicz, zm. 29 czerwca 1953 w Kołaczkowicach) – polski działacz chłopski, poseł, członek Batalionów Chłopskich.

## Życiorys
Marcin Poprawa urodził się w rodzinie chłopskiej. Ukończył szkołę ludową, po czym jako 15-letni chłopiec wyemigrował do Westfalii. Przez kilka lat pracował w kopalniach, biorąc udział w działaniach organizacji polskiej w Niemczech. Był m.in. współpracownikiem „Gazety Grudziądzkiej”. W 1912 wrócił do rodzinnych stron. W Kołaczkowicach kupił 7-hektarowe gospodarstwo. Rozwijał nadal pracę społeczną, m.in. założył gniazdo Polskiego Towarzystwa Gimnastycznego „Sokół”, był komisarzem „Straży”. Podczas I wojny światowej służył w armii pruskiej. W 1918 uczestniczył jako dowódca kompanii w powstaniu wielkopolskim. W niepodległej Polsce prowadził działalność polityczną. Był współzałożycielem Zjednoczenia Włościan. Następnie przeszedł do PSL „Piast”. Od 1930 był członkiem Rady Naczelnej tego ugrupowania. Działał dużo na polu gospodarczym w Towarzystwie Kółek Rolniczych, w Spółdzielczości, w związkach branżowych producentów rolnych. W 1930 został posłem z listy Centrolewu z okręgu gostyńskiego. Po 1931 działał w Stronnictwie Ludowym.
W okresie okupacji został wysiedlony z własnego gospodarstwa i pracował w majątku niemieckim, pozostając pod nadzorem Gestapo. Mimo to w 1943 objął obowiązki delegata rządu na województwo poznańskie. Funkcję tę pełnił do czasu wkroczenia Armii Czerwonej. W 1945 wrócił do Kołaczkowic, następnie objął gospodarstwo poniemieckie. W powiecie rawickim organizował SL, wkrótce przeszedł do PSL. Krytycznie odnosił się jednak do polityki Stanisława Mikołajczyka, co spowodowało, że należał do organizatorów Odrodzonego PSL. Po 1949 działał w ZSL.